# Dunabogdány
Dunabogdány is een plaats (község) en gemeente in het Hongaarse comitaat Pest. Dunabogdány telt 3101 inwoners (2007).